# 日本泊螺
日本泊螺（学名：Scaphander japonicus）舊屬三叉螺科日本泊螺属，今屬粗米螺科粗米螺屬。分布于日本，包括东海、海南等海域，属于暖水性种类。其一般生活于潮下带水深数十米到深水区细砂质底。

## 外部連結
維基物種上的相關：日本泊螺